# Place d’Armes (Montreal)

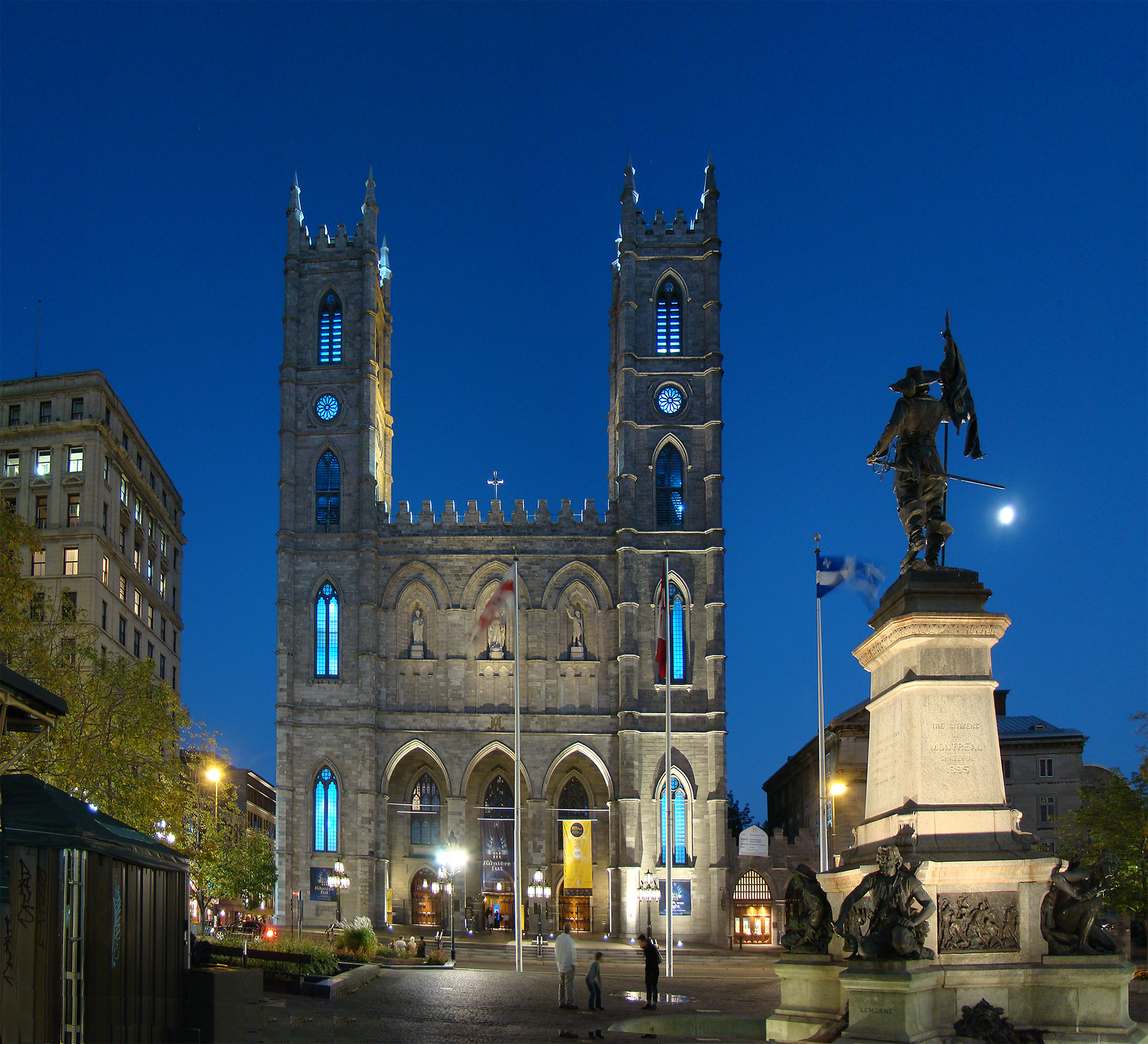
Die Basilika Notre-Dame de Montréal und das Maisonneuve-Denkmal vom Place d’Armes aus gesehen

Der Place d’Armes ist ein Platz in Montreal. Sie befindet sich in der Altstadt (Vieux-Montréal) im Arrondissement Ville-Marie. Der ehemalige Montrealer Paradeplatz wird an seiner Südostseite von der Rue Notre-Dame begrenzt, an seiner Nordwestseite von der Rue Saint-Jacques.

## Bauwerke

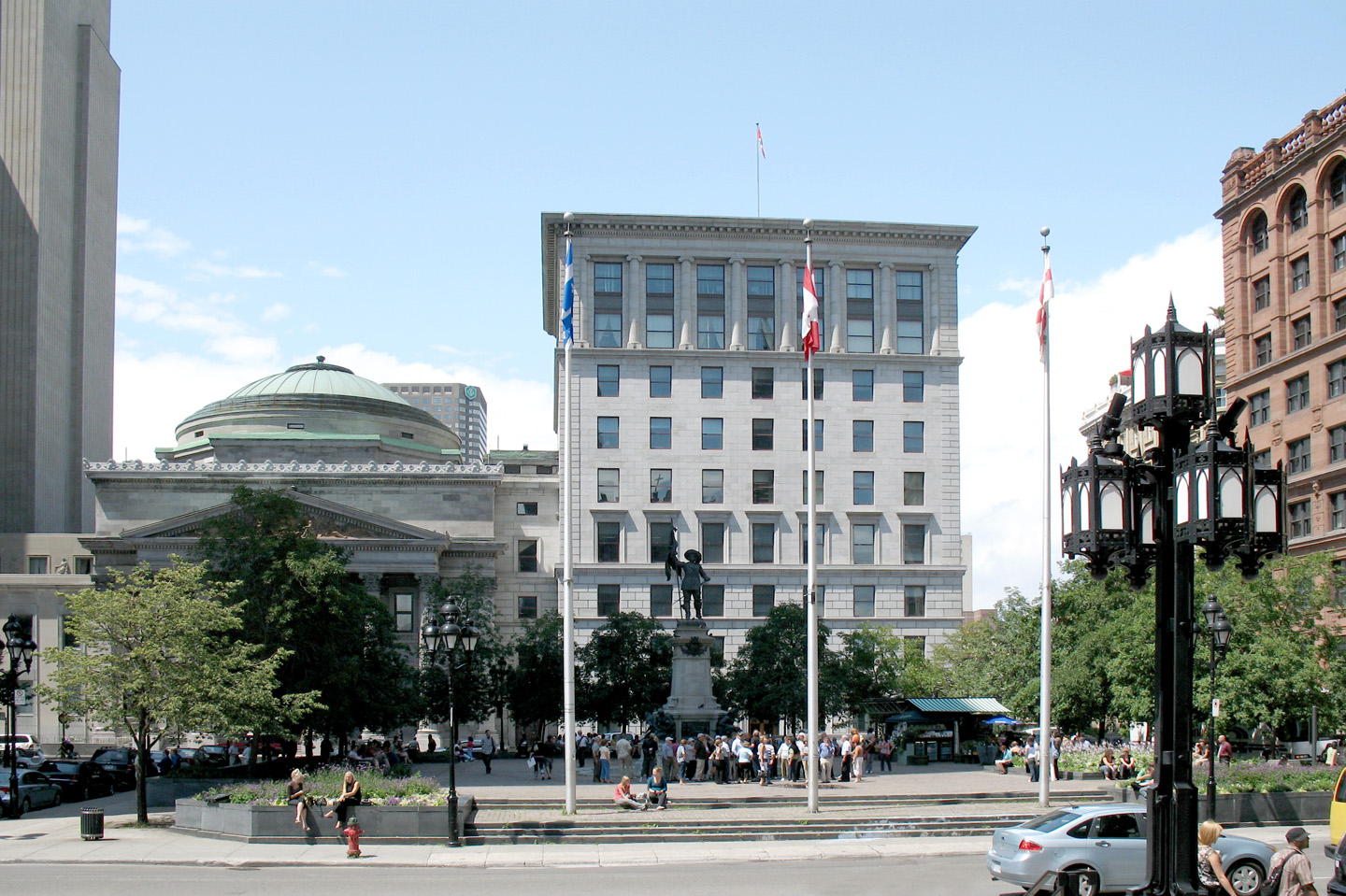
Ansicht des Platzes

Die Gebäude, die den Platz umgeben, repräsentieren verschiedene Epochen der architektonischen Entwicklung Montreals. Im Südosten, auf der anderen Seite der Rue Notre-Dame, befindet sich die Basilika Notre-Dame de Montréal, die von 1824 bis 1829 erbaut wurde und die gleichnamige Pfarrkirche ersetzte. Südlich daran schließt sich das 1684–1687 erbaute Sulpizianerseminar (Vieux Séminaire de Saint-Sulpice) an. Der Basilika zugewandt steht auf der gegenüberliegenden, nordwestlichen Platzseite der klassizistische Hauptsitz der Bank of Montreal aus dem Jahr 1859. An der Nordostseite reihen sich zwei frühe Hochhausbauten aneinander, das neuromanische Édifice New York Life (1889) und das Édifice Aldred (1931) als Vertreter des Art-déco. Die Südwestseite wird vom 133 Meter hohen Wolkenkratzer 500 Place d’Armes aus dem Jahr 1968 dominiert, dem Hauptsitz der National Bank of Canada.
In der Mitte des Platzes steht seit 1895 das Maisonneuve-Denkmal. Das Werk des Künstlers Louis-Philippe Hébert erinnert an Paul Chomedey de Maisonneuve, den Gründer Montreals. Die zentrale Figur Maisonneuves ist von Darstellungen von Jeanne Mance, anderer wichtiger Vertreter der ersten Siedler und eines Irokesen umgeben.

## Geschichte

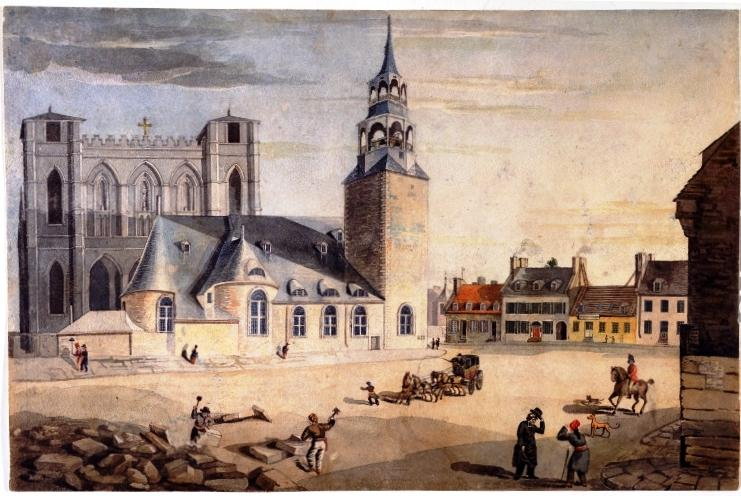
Der Platz im Jahr 1828, mit der alten Pfarrkirche und der noch nicht fertiggestellten Basilika

Der Place d’Armes ist der zweitälteste öffentliche Raum Montreals. 1693 erwarb der Sulpizianerorden das Gelände nordwestlich der Pfarrkirche Notre-Dame, ließ es zu einem Platz umgestalten und gab ihm den Namen Place de la Fabrique. Bald entwickelte er sich zu einem beliebten Versammlungsort. 1721 erfolgte eine Erweiterung des Platzes und die Umbenennung in Place d’Armes, da hier die Miliz exerzierte. Auf dem Platz übergab die französische Garnison 1760 ihre Waffen den einrückenden britischen Truppen.
1770 enthüllte man auf dem Platz die erste Statue der Stadt. Sie stellte den britischen König George III. dar. Fünf Jahre später verschwand sie spurlos und wurde schließlich nach mehreren Jahrzehnten in einem Brunnenschacht gefunden; heute ist sie im McCord Stewart Museum ausgestellt. Von 1781 bis 1813 diente der Place d’Armes als Heu- und Holzmarkt. Die Stadt Montreal erwarb 1836 den Platz von den Sulpizianern und gestaltete ihn zu einer Gartenanlage im viktorianischen Stil um. 1914 wurde der Garten vollständig beseitigt. Die bisher letzte Umgestaltung erfolgte in den Jahren 2009 bis 2011.

## Verkehr
Als die Altstadt im Bereich der Rue Saint-Jacques noch das Finanzzentrum Montreals war, war der Place d’Armes ein wichtiger Knotenpunkt des Straßenbahnnetzes, mit einem Depot in der nördlich gelegenen Rue Saint-Antoine. Erste Pläne für eine U-Bahn sahen eine Station direkt unterhalb des Platzes vor. Heute verläuft die Linie 2 etwas weiter nördlich davon, die 1966 eröffnete Station Place-d’Armes der Metro Montreal ist rund 250 Meter entfernt. Dort besteht auch ein Zugang zur Untergrundstadt.

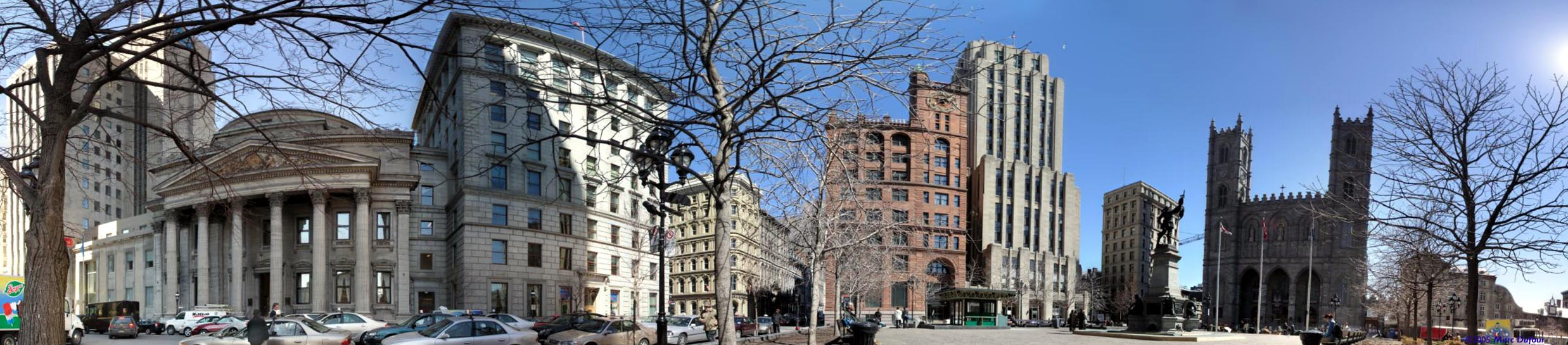
Panorama-Ansicht des Place d’Armes